# Pointe du Lac (stanice metra v Paříži)
Pointe du Lac je konečná stanice pařížského metra na jihovýchodním konci linky 8. Nachází se na Route de la Pompadour poblíž fotbalového stadiónu na jižním okraji města Créteil ležícím jihovýchodně od Paříže. Pro veřejnost byla otevřena 8. října 2011. Jedná se o povrchovou stanici.

## Historie
Předběžný projekt a financování byly schváleny 20. září 2006. Přípravné práce byly zahájeny 5. března 2007. Práce na trati s následnou výsadbou byly dokončeny v prosinci 2008 a v téže době byly zahájeny stavební práce na stanici. Výkop byl zahájen na počátku roku 2009.

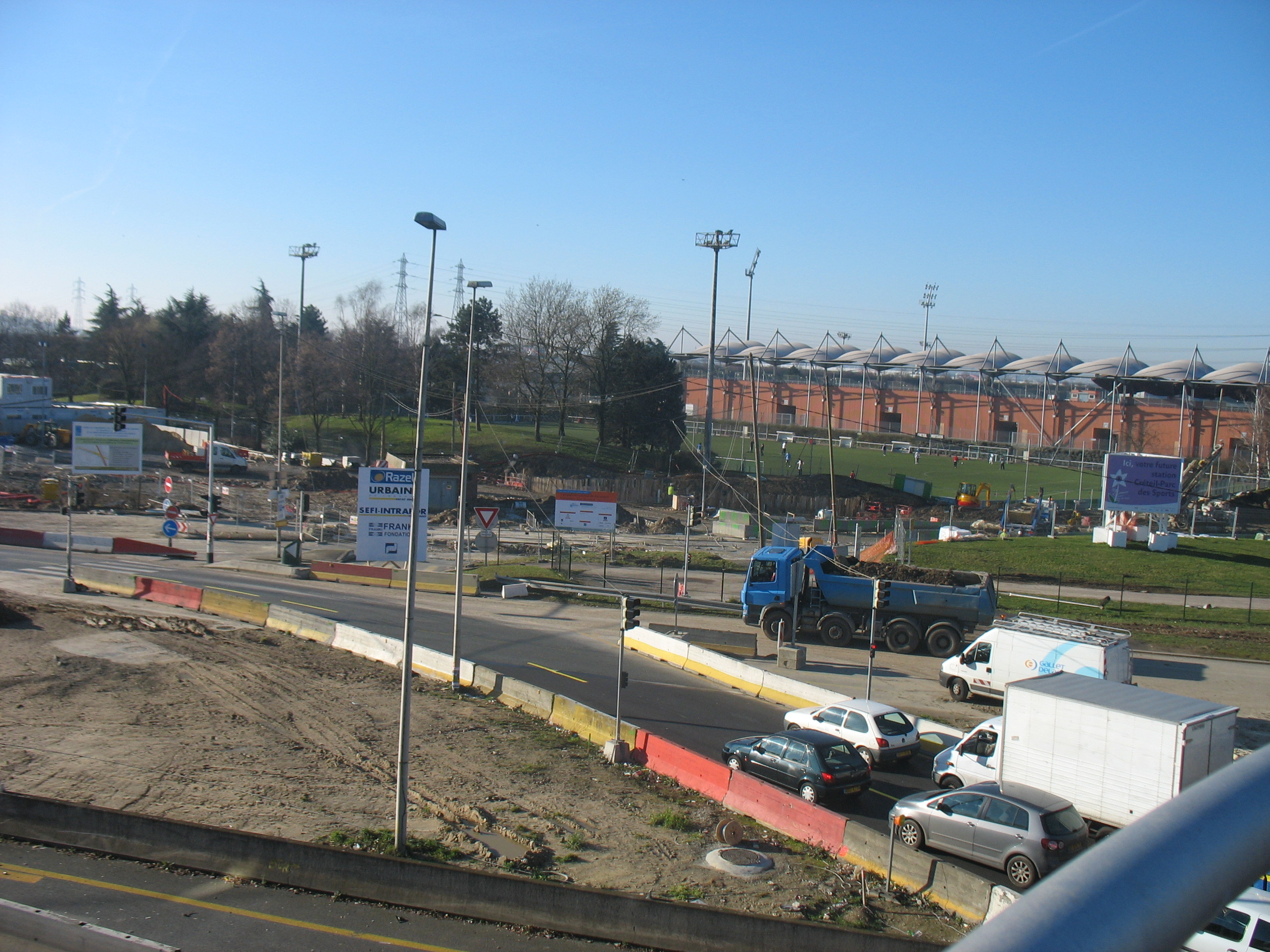
Staveniště v roce 2008

Nový úsek z dosavadní konečné stanice Créteil – Préfecture měří 1,3 km a celkové náklady na jeho vybudování se odhadují na 83 milióny euro. Cílem projektu bylo napojit oblast s fotbalovým stadionem a obchodní čtvrtí Europarc na městskou síť metra. Již v roce 2010 byla otevřena stanice pro linku RER A, na kterou je umožněn přestup z metra.

## Název
Původní návrh jména stanice zněl Créteil – Parc des Sports a odkazoval na město, ve kterém se stanice nachází, a Park sportů odvozený od nedalekého sportovního centra, kterému dominuje fotbalový stadión. Později byl změněn na Créteil – Pointe du Lac podle místní čtvrti a následně byl zkrácen na současný tvar.